# (466715) 2014 WF486
(466715) 2014 WF486 es un asteroide perteneciente al cinturón de asteroides, descubierto el 8 de diciembre de 2010 por el equipo Spacewatch desde el Observatorio Nacional de Kitt Peak (Arizona, Estados Unidos).